# Świt (radiostacja)
Radiostacja Świt ("Anusia") – polska rozgłośnia radiowa, nadająca z Anglii w latach 1943–1944, dwa razy dziennie audycje skierowane do Polaków przebywających w okupowanej podczas II wojny światowej ojczyźnie.
Delegat Rządu na Kraj Cyryl Ratajski nadał szefowi Kierownictwu Walki Podziemnej (KWC) prawo zwracania się bezpośrednio do rządu w Londynie w sprawach pilnych, wymagających skorzystania z radia BBC. Swoją decyzję przekazał rządowi w depeszy 14 kwietnia 1942. W pewnym związku z tym została uruchomiona radiostacja. Anusia była całkowicie polską radiostacją, a zatem w swoich audycjach prezentowała poglądy niekiedy niezgodne z interesami aliantów. Program był nadawany spod Londynu, z miasteczka Bletchley, ale wśród Polaków miała uchodzić za tajną radiostację nadającą z terenów Polski. O prawdziwej lokalizacji „Świtu” wiedzieli tylko pracownicy radiostacji oraz naczelny wódz. W kraju o tym fakcie wiedział tylko szef KWC, który został zobowiązany do codziennego przekazywania do Londynu bieżących wiadomości, bez czego mistyfikacja nie byłaby możliwa. Oto kilka wyjątków z depesz przesłanych przez Stefana Korbońskiego, szefa KWC, do Londynu:

3 października 1943. Przygotujcie Anusię do nadawania wieczorem wiadomości z warszawy z tego samego dnia. Będziemy je wysyłać czasem rano, np. afisze niemieckie, częściej popołudniu, np. z „Nowego Kuriera Warszawskiego”, który wychodzi między 13 a 14...

1 listopada 1943. Rozmawiałem z osobą porwaną w łapance i uwolnioną z Pawiaka. Stwierdza ona, że część porwanych jest tam na miejscu rozstrzeliwana. Podajcie to jako wywiad waszego współpracownika...

26 października. Dziś rozstrzelano na ulicy Leszno 35 zakładników. Procedura ta sama. Łapanki trwają, biorą w nich udział młodzi lotnicy jako element pewny z Hitlerjugend. Ulice, tramwaje, sklepy pustoszeją. Poufne. Nasz odwet w toku – jaki wynik damy znać...

22 września 1943. Wyrokiem sądu cywilnego specjalnego w Warszawie skazani na śmierć i zastrzeleni: Magalas Eugeniusz, Ukrainiec, urzędnik Urzędu Pracy, za udział w łapankach ulicznych na roboty przymusowe, Czesław Wiechciński z kolejowego urzędu śledczego w Warszawie za bezwzględne ściganie działań na szkodę okupanta popełnionych na kolejach i za znęcanie się nad aresztowanymi, Zdzisław Łandycz, sierżant policji kryminalnej z obozu przy ulicy Gęsiej za znęcanie się nad więźniami.

„Świt” nadawał z Anglii, ale poprzez łączność radiową i kurierską utrzymywał stały kontakt z polską załogą „Świtu”, działającą w konspiracji w kraju. Jeszcze przed powstaniem Anusi konstruktorzy z komórki radiowej KWC rozpoczęli montaż własnej radiostacji. W depeszy 1 kwietnia 1943 szef KWC napisał: Od 15 bm będzie gotowa nasza stacja foniczna. Możemy nadawać raz na dwa tygodnie jako stacja Warszawa lub zamiast Anusi na jej fali. Co wolicie? ... W Delegaturze i wojsku uchodzicie za trzy (stację krajową – przypisek Korbońskiego) więc pilnujcie tajemnicy. Jesteście wielką sensacją. Nowak. Po nadaniu jednej audycji radiostacja została skradziona przez polską grupę dywersyjną. Polska załoga nadawała komunikaty do Londynu od 1941 do 1945 r.